# Eleccions al Parlament Europeu de 2009 (Espanya)
Les Eleccions al Parlament Europeu de 2009 a Espanya es van celebrar el diumenge 7 de juny de 2009 i es van escollir als 50 diputats de la delegació espanyola al Parlament Europeu que, un cop ratificat el Tractat de Lisboa (2007), passaren a ser 54.

## Sistema d'elecció dels diputats
A les eleccions europees a Espanya, d'acord amb lo disposat a la Llei Orgànica 5/1985, de 19 de juny, del Règim Electoral General (article 214), existeix una única circumscripció electoral sense llindar electoral (percentatge mínim de vots per a ser adjudicatari d'escons, cosa que no passa a altres tipus de convocatòries, com ara les generals, on les candidatures han d'arribar al 3% dels vots per tal de competir pels escons). També, a diferència de la resta de processos electorals, els partits polítics que desitgin presentar la seva candidatura a les eleccions hauran d'estar recolzats amb 15.000 firmes d'electors o amb 50 de càrrecs electes (article 220).
El nombre d'eurodiputats escollits a Espanya baixa de 54 a 50, degut al nou repartiment dels escons existent al Tractat de Niça.

## Candidatures

### Partit Socialista Obrer Espanyol
La candidatura del Partit Socialista Obrer Espanyol i el Partit dels Socialistes de Catalunya està encapçalada per Juan Fernando López Aguilar, ex-ministre espanyol de Justícia. A la llista també hi concorren polítics com ara Ramón Jáuregui, Magdalena Álvarez o Maria Badia. La candidatura, a diferència del 2004, no comptà amb la participació de Los Verdes, ja que aquest partit polític es presentava aquest cop amb la coalició d'Europa dels Pobles.

### Partit Popular
La candidatura del Partido Popular té a l'antic ministre Jaime Mayor Oreja repetint com a cap de llista (ja ho va ser a les eleccions al Parlament Europeu de 2004). Segons totes les enquestes publicades abans de les eleccions, la candidatura del PP és la que comptava amb una intenció de vot superior, cosa que segons els dirigents conservadors faria necessària la convocatòria d'eleccions anticipades a Espanya, ja que considaven aquestes eleccions com un plebiscit sobre Zapatero.

### Coalició per Europa
Coalició per Europa és una coalició dels partits nacionalistes de centre i centredreta, de la qual formen part Convergència i Unió, el Partit Nacionalista Basc, Coalició Canària, el Partit Andalusista, el Bloc Nacionalista Valencià, Unió Mallorquina i Unió Menorquina. La candidatura estava encapçalada per Ramon Tremosa (CDC).

### La Izquierda
La Izquierda és el nom donat a la coalició electoral formada per Izquierda Unida, Iniciativa per Catalunya Verds i Izquierda Republicana de cara a les Eleccions al Parlament Europeu de juny de 2009. La candidatura està encapçalada per l'eurodiputat Willy Meyer (IU) i té com a número dos a l'eurodiputat Raül Romeva (ICV). Mentre que IU forma part del Partit de l'Esquerra Europea i el seu diputat forma part del grup parlamentari GUE-NGL, ICV forma part del Partit Verd Europeu i el seu diputat és membre del grup parlamentari els Verds-ALE, i els electes formaren part de sengles grups.

### Europa dels Pobles - Los Verdes
Europa dels Pobles - Los Verdes és una coalició de diversos partits regionalistes o independentistes d'esquerres i ecologistes. Hi participen Esquerra Republicana de Catalunya, el Bloc Nacionalista Gallec, Aralar, Eusko Alkartasuna, la Chunta Aragonesista, Nueva Canarias, Entesa per Mallorca i Los Verdes-Confederación Ecologista. La candidatura és encapçalada per Oriol Junqueras (ERC).
Durant el procés d'elaboració de la candidatura hi va haver alguns petits conflictes deguts a:
- A la participació en la mateixa d'Aralar i d'Eusko Alkartasuna,[12] donat que són dos partits polítics rivals al País Basc que han patit una molt diferent sort: mentre que Aralar ha estat una de les grans guanyadores a les eleccions basques del 2009, Eusko Alkartasuna s'ha vist reduïda d'una forma molt destacable, ha sortit del govern basc i el seu líder no ha aconseguit ser reelegit com a diputat al Parlament Basc. La desfeta d'EA és la causa que el seu candidat a eurodiputat (Mikel Irujo) passi d'ocupar el segon lloc a la llista, després d'ERC (a la coalició d'Europa dels Pobles a 2004), al cinquè a la candidatura del 2009, després del d'Esquerra, el BNG i Aralar.
- Els partits nacionalistes de les Illes Balears no es posaren d'acord en la seva representació per als candidats de les illes. Esquerra Republicana i Entesa per Mallorca arribaren a un acord per a concórrer conjunts en la llista d'Oriol Junqueres. D'altra banda el PSM-EN acordà anar a les eleccions amb el BNG, Aralar, EA, CHA i Els Verds. Malgrat tot, ERC, Entesa per Mallorca i el PSM-EN, no es pogueren posar d'acord i no s'aconseguí la incorporació d'aquests darrers en la coalició, ja que els dos primer posaren sobre la taula de negociacions, un acord preelectoral per a les eleccions autonòmiques del 2011, a més de no voler atorgar la condició de partit nacionalista majoritari a les illes per al PSM. En Consell de Direcció Política, el PSM-EN decidí no acceptar aquestes condicions, renunciant a formar part de la coalició, donant suport extern a aquesta candidatura. Els Verds de les Illes, també renunciaren a formar part de la coalició i demanaran el vot per a totes les candidatures on hi participin forces ecologistes.
- A la participació de Los Verdes - Confederación Ecologista, ja que no formava part de la candidatura de La Izquierda, on hi forma part Iniciativa per Catalunya Verds. Ambdós partits són membres del Partit Verd Europeu, que ha expressat el seu rebuig que els partits verds concorrin a les eleccions europees en candidatures diferents, reduint d'aquesta manera el potencial nombre de vots d'una candidatura ecologista.[13]

### Unión, Progreso y Democracia
Unión, Progreso y Democracia.

### Libertas - Ciudadanos de España
Libertas-Ciudadanos de España és una coalició formada per Ciutadans-Partido de la Ciudadanía, Unión del Pueblo Salmantino i Partido Socialdemócrata i que participa en les eleccions al Parlament Europeu amb Libertas, un partit polític europeu qualificat d'euroescèptic, conservador i, fins i tot, d'extrema dreta. Aquesta decisió del president de Ciutadans ha provocat la sortida del partit i del Parlament de Catalunya d'Antonio Robles, ja que considera que aquest fet va en contra dels principis ideològics fondamentals de C's, el diputat José Domingo també ha abandonat la formació però mantenint el seu escó, provocant que 2 dels 3 candidats de C's escollits pels ciutadans hagin abandonat el partit i hagin deixat sol al Parlament al diputat i president del partit Albert Rivera. D'altra banda hi ha hagut baixes de militants per aquest motiu i uns altres 300 militants han exigit a l'Albert Rivera la seva dimissió dient que "[Libertas] és una coalició populista, antieuropea, de caràcter nacionalista i companya de candidatures reaccionàries i integristes".

### Iniciativa Internacionalista - La Solidaritat entre els Pobles
Iniciativa Internacionalista - La Solidaritat entre els Pobles.

## Campanya electoral

### Situació política prèvia
Des de la victòria del PSOE a les eleccions generals de 2004, que van acabar amb dues legislatures de govern del Partido Popular d'Aznar i va permetre l'inici d'un nou cicle polític estatal on Zapatero és el president del govern, els socialistes sempre s'han situat per devant del Partido Popular a totes les enquestes i han guanyat totes les eleccions celebrades a l'estat espanyol tret de les municipals de 2007, on al còmput estatal les candidatures del Partido Popular van treure uns 160.000 vots més que les candidatures socialistes. Tot i això, aquesta derrota socialista no suposà el final del cícle de Zapatero, ja que a les eleccions generals de l'any següent el Partit Socialista revalidà la victòria del 2004, tot obtenint 5 diputats més i sent Zapatero reelegit com a president del govern espanyol. És a partir d'aquest punt on els socialistes han començat a veure un cert desgast, reflectit en la pèrdua de la Xunta de Galícia i en uns bons resultats a Euskadi que han permès que Patxi López sigui Lehendakari necessitant el suport del PP i obtenint també el suport d'Unión, Progreso y Democracia (els dos partits que han estat més crítics amb el PSOE i el govern de Zapatero a nivell nacional).
El Partit Socialista va perdent suport ciutadà i poder a determinats territoris, sumada a la soledat parlamentària del PSOE al Congrés dels Diputats i a les conseqüències de la crisi econòmica a l'economia espanyola (on l'atur ha pujat, l'economia ha entrat en recessió i el dèficit públic s'ha disparat) ha provocat un canvi de tendència i a totes les enquestes sobre les eleccions al Parlament Europeu la candidatura de Jaime Mayor Oreja (ex-ministre d'Aznar) apareix per sobre de Juan Fernando López Aguilar (ex-ministre de Zapatero).

## Enquestes
| Candidatura | Candidatura                           | 7-abril | 12-abril | 12-abril | 21-abril | 9-maig | 11-maig | 21-maig | 21-maig | 24-maig |
| ----------- | ------------------------------------- | ------- | -------- | -------- | -------- | ------ | ------- | ------- | ------- | ------- |
|             | Partido Socialista Obrero Español-PSC | 37,9%   | 37,0%    | 40,0%    | 40,0%    | 36,0%  | 42,8%   | 39,0%   | 41,0%   | 37,4%   |
|             | Partido Popular                       | 42,3%   | 40,0%    | 44,0%    | 42,8%    | 42,0%  | 42,2%   | 43,0%   | 43,7%   | 40,2%   |
|             | Coalició per Europa                   | 4,3%    | 5,6%     | 5,2%     | 4,6%     | 5,4%   | 5,1%    | 4,2%    | 4,5%    | 5,2%    |
|             | La Izquierda                          | 5,0%    | 5,9%     | 3,5%     | 5,1%     | 5,1%   | 3,1%    | 4,7%    | 3,9%    | 5,8%    |
|             | Europa dels Pobles                    | 2,2%    | 6,6%     | 1,6%     | 2,2%     | 6,6%   | 3,6%    | 3,6%    | 2,0%    | 6,1%    |
|             | Unión, Progreso y Democracia          | 4,4%    | 5,2%     | 3,7%     | 3,4%     | 5,2%   | 1,3%    | 2,6%    | 2,9%    | 5,2%    |

| Candidatura | Candidatura                           | 25-maig | 31-maig | 31-maig | 31-maig | 31-maig | 31-maig | 4-juny |
| ----------- | ------------------------------------- | ------- | ------- | ------- | ------- | ------- | ------- | ------ |
|             | Partido Socialista Obrero Español-PSC | 39,0%   | 39,3%   | 38,7%   | 40,6%   | 40,0%   | 42,5%   | 41,0%  |
|             | Partido Popular                       | 43,5%   | 43,0%   | 40,9%   | 42,8%   | 42,6%   | 40,9%   | 43,0%  |
|             | Coalició per Europa                   | 4,8%    | 5,0%    | 5,4%    | 4,0%    | 3,8%    | 4,9%    | 2,7%   |
|             | La Izquierda                          | 4,9%    | 4,1%    | 3,3%    | 3,4%    | 4,0%    | 3,2%    | 3,4%   |
|             | Europa dels Pobles                    | 1,9%    | 3,9%    | 1,8%    | 2,7%    | 2,7%    | 2,2%    | 4,0%   |
|             | Unión, Progreso y Democracia          | 3,2%    | 3,0%    | 2,2%    | 2,6%    | 2,8%    | 3,3%    | 5,2%   |

## Resultats
Un cop es va aplicar el Tractat de Lisboa (2007), Espanya va tornar a estar representada per 54 eurodiputats en comptes dels 50 anteriors. Amb els resultats de les eleccions del 7 de juny de 2009 els 4 nous eurodiputats van ser adjudicats de la següent manera: 1 al PP, 2 al PSOE i 1 a Coalició per Europa. Aquest darrer, però, en ser d'UDC va passar a formar part del grup parlamentari del Partit Popular Europeu.
| ← Eleccions al Parlament Europeu de 2009 → |                        |           |       |         |     |
| Partit                                     | Candidat               | Vots      | %     | Escons  | +/- |
| Partit Popular                             | Jaime Mayor Oreja      | 6.670.377 | 42,12 | 24 / 50 | =   |
| PSOE                                       | Fernando López Aguilar | 6.141.784 | 38,78 | 23 / 50 | 2   |
| Coalició per Europa                        | Ramon Tremosa          | 808.246   | 5,10  | 3 / 50  | 1 a |
| La Izquierda                               | Willy Meyer            | 588.248   | 3,71  | 2 / 50  | =   |
| Unión Progreso y Democracia                | Francisco Sosa Wagner  | 451.866   | 2,85  | 1 / 50  | 1   |
| Europa dels Pobles - Verds                 | Oriol Junqueras        | 394.938   | 2,49  | 1 / 50  | = b |
| Iniciativa Internacionalista               | Alfonso Sastre         | 178.121   | 1,12  | 0 / 50  | =   |

 a Respecte Galeusca - Pobles d'Europa.
 b Respecte a Europa dels Pobles.

### Distribució per Grup Europeu
| Grups | Grups                                                | Partits                                                                          | Escons | Total | %      |
| ----- | ---------------------------------------------------- | -------------------------------------------------------------------------------- | ------ | ----- | ------ |
|       | Partit Popular Europeu (EPP)                         | - Partit Popular (PP) - Unió (UDC)                                               | 24 1   | 25    | 46.30  |
|       | Partit dels Socialistes Europeus (PES)               | - PSOE                                                                           | 23     | 23    | 42.59  |
|       | Els Verds - Aliança Lliure Europea (Greens/EFA)      | - Iniciativa per Catalunya Verds (ICV) - Esquerra Republicana de Catalunya (ERC) | 1 1    | 2     | 3.70   |
|       | Partit Liberal Demòcrata i Reformista Europeu (ELDR) | - Convergència (CDC) - Partit Nacionalista Basc (EAJ/PNV)                        | 1 1    | 2     | 3.70   |
|       | Esquerra Unida Europea - EVN (GUE/NGL)               | - Esquerra Unida (IU)                                                            | 1      | 1     | 1.85   |
|       | No-Inscrits (NI)                                     | - Unión, Progreso y Democracia (UPyD)                                            | 1      | 1     | 1.85   |
|       |                                                      |                                                                                  |        |       |        |
| Total | Total                                                | Total                                                                            | 54     | 54    | 100.00 |

## Diputats escollits
| Nom                                   | Partit    |
| ------------------------------------- | --------- |
| Josefa Andrés Barea                   | PSOE      |
| Pablo Arias Echeverría                | PP        |
| Inés Ayala Sender                     | PSOE      |
| María del Pilar Ayuso González        | PP        |
| Maria Badia i Cutchet                 | PSOE      |
| Izaskun Bilbao Barandica              | PNV       |
| Pilar del Castillo Vera               | PP        |
| Alejandro Cercas                      | PSOE      |
| María Auxiliadora Correa Zamora       | PP        |
| Ricardo Cortés Lastra                 | PSOE      |
| Agustín Díaz de Mera García Consuegra | PP        |
| Rosa Estaràs Ferragut                 | PP        |
| Santiago Fisas i Ayxelà               | PP        |
| Carmen Fraga Estévez                  | PP        |
| Vicent Miguel Garcés i Ramón          | PSOE      |
| Iratxe García Pérez                   | PSOE      |
| Dolores García-Hierro Caraballo       | PSOE      |
| Eider Gardiazábal Rubial              | PSOE      |
| Salvador Garriga Polledo              | PP        |
| Luis de Grandes Pascual               | PP        |
| Enrique Guerrero Salom                | PSOE      |
| Cristina Gutiérrez-Cortines           | PP        |
| Sergio Gutiérrez Prieto               | PSOE      |
| Esther Herranz García                 | PP        |
| María Irigoyen Pérez                  | PSOE      |
| Carlos José Iturgaiz Angulo           | PP        |
| Teresa Jiménez-Becerril Barrio        | PP        |
| Verónica Lope Fontagné                | PP        |
| Juan Fernando López Aguilar           | PSOE      |
| Antonio López-Istúriz White           | PP        |
| Miguel Ángel Martínez Martínez        | PSOE      |
| Antonio Masip Hidalgo                 | PSOE      |
| Gabriel Mato Adrover                  | PP        |
| Jaime Mayor Oreja                     | PP        |
| Emilio Menéndez del Valle             | PSOE      |
| Willy Meyer Pleite                    | IU        |
| Francisco José Millán Mon             | PP        |
| Ana Miranda Paz                       | EdP       |
| María Muñiz de Urquiza                | PSOE      |
| José Andrés Naranjo Escobar           | PP        |
| Raimon Obiols i Germà                 | PSOE      |
| Eva Ortiz Vilella                     | PP        |
| Andrés Perello Rodríguez              | PSOE      |
| Teresa Riera Madurell                 | PSOE      |
| Carmen Romero López                   | PSOE      |
| Raül Romeva i Rueda                   | LI (ICV)  |
| José Ignacio Salafranca Sánchez-Neyra | PP        |
| Antolín Sánchez Presedo               | PSOE      |
| Salvador Sedó i Alabart               | PP        |
| Francisco Sosa Wagner                 | UPyD      |
| Ramón Tremosa i Balcells              | CiU (CDC) |
| Alejo Vidal-Quadras                   | PP        |
| Luis Yáñez-Barnuevo                   | PSOE      |
| Pablo Zalba Bidegain                  | PP        |